# Бюстгальтеровый забор в Кардроне

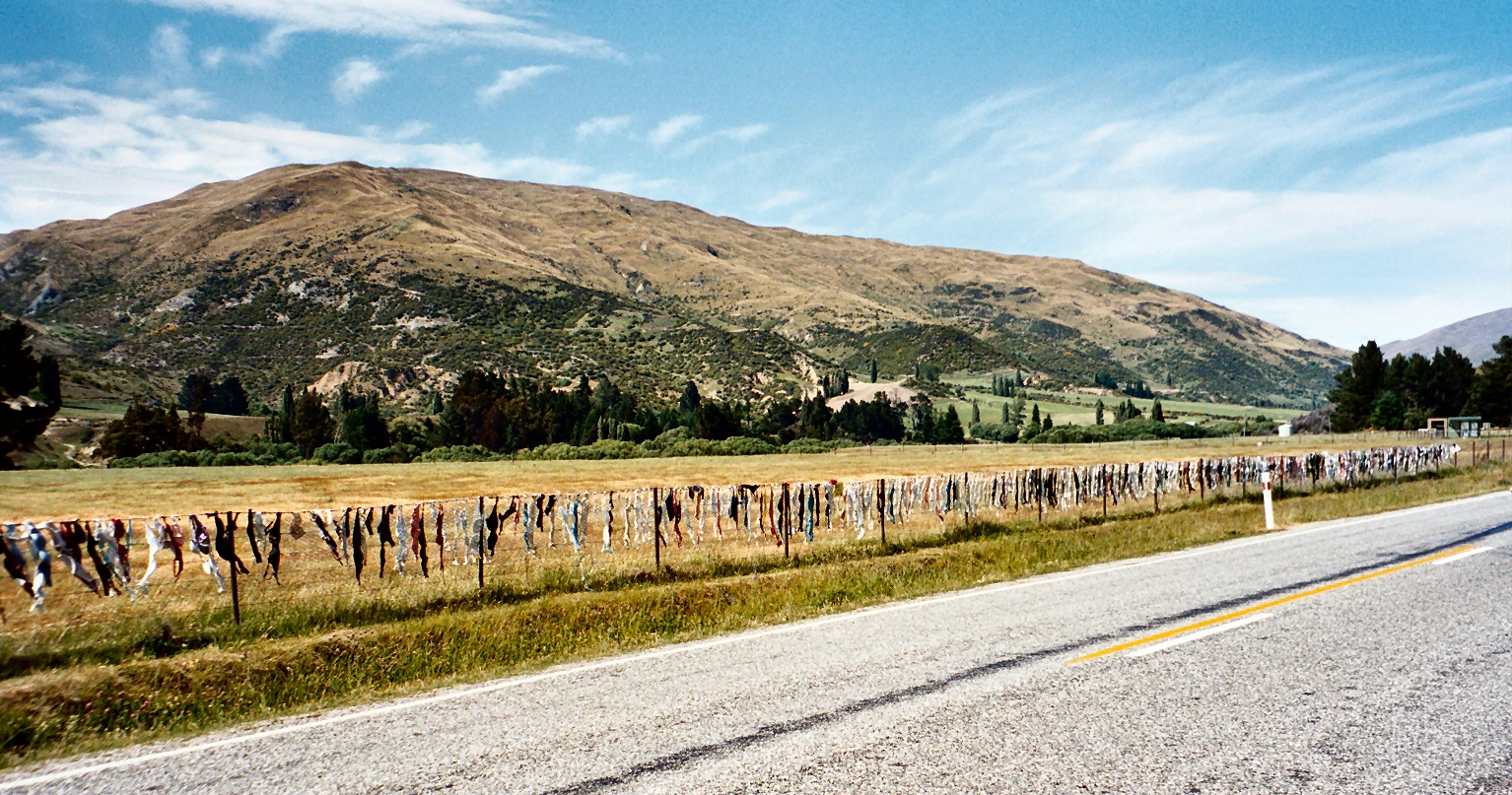
Забор в 2002 году.

Бюстгальтеровый забор в Кардроне — «достопримечательность» в центральной части новозеландского региона Отаго, представляющая собой сельскую ограду, на которую проезжающие стали вешать бюстгальтеры; в конце концов данное место стало известным туристическим объектом с сотнями различных бюстгальтеров. Забор примыкает к государственной дороге и ограждает территорию одной из ферм в долине Кардона к юго-западу от Ванаки, рядом с местным мотодромом.

## История
Бюстгальтеровый забор возник в период между Рождеством и Новым годом в 1999 году, когда четыре бюстгальтера были прикреплены к проволочному забору вдоль дороги. Первоначальная причина, по которой бюстгальтеры были повешены на забор, неизвестна. В новостях распространилась информация, что они были помещены на заборе местными землевладельцами, и после этого на нём стали появляться новые бюстгальтеры. К концу февраля на заборе было около 60 бюстгальтеров, но примерно в это же время все они были убраны неизвестными лицами. Об этом сообщили в местной прессе, и история получила широкое освещение в СМИ Новой Зеландии, что привело к появлению в скором времени ещё большого количества бюстгальтеров на ограде.

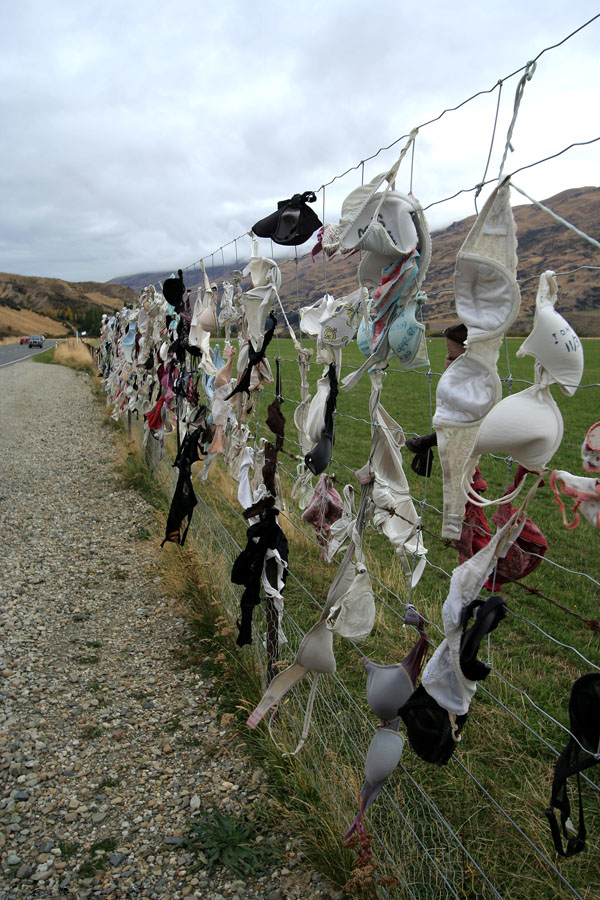
Забор в конце 2006 года.

К октябрю 2000 года количество бюстгальтеров достигло примерно 200, после чего забор был снова очищен от них. На этот раз история распространилась ещё шире, забор стал к этому времени своего рода причудливой туристической достопримечательностью, и СМИ, в том числе даже европейские, заинтересовались этим объектом. В связи с таким интересом количество бюстгальтеров, добавлявшихся на забор людьми лично или посылавшихся для добавления туда, резко возросло. В начале 2006 года число бюстгальтеров, прикреплённых к забору, составило почти 800.
Хотя некоторые местные жители приветствовали существование забора и рассматривали его как достопримечательность, другие считали его неприличным, объект вызывал у них смущение, а также представлял потенциальную опасность для водителей, пользующихся дорогой. В связи с этим было предпринято несколько частных попыток юридически добиться снятия бюстгальтеров с забора. Число этих попыток возросло в начале 2006 года, сопровождаясь снятием в скором времени около 200 из бюстгальтеров. Некоторые местные жители утверждают, что ряд японских студентов, которые получали образование в соседней Ванаке, негативно реагировали на существование забора, равно как и многие другие проживающие здесь азиаты или южноафриканцы.
Тем не менее, местный овцевод Джон Ли, который стал неофициальным хранителем места, отказался снять бюстгальтеры с забора, утверждая, что 90 % писем, полученных о заборе, были позитивными и что бюстгальтеры стали основным объектом привлечения к данному месту фотографов.
28 апреля 2006 года, когда забор был приписан к государственной дороге, местный совет постановил, что бюстгальтеровый забор является «опасным для дорожного движения» и «бельмом на глазу», и приказал снять бюстгальтеры с забора. Ликвидация забора привела к попытке создать самую длинную в мире «цепочку» из бюстгальтеров на ежегодном фестивале в соседней Ванаке в том же году.

## Новое местоположение и участие в благотворительности
В ноябре 2014 года гид по Кардроне Келли Спаанс и ее партнер Шон Колборн решили взять на себя добровольную опеку над оградой после того, как ее неоднократно обдирали неизвестные. Они перенесли ограду с дороги, ведущей в долину Кардроны, на свою частную подъездную дорогу примерно в 100 метрах от прежнего места. В марте 2015 года здесь был установлен розовый знак и ящик для сбора средств для Новозеландского фонда борьбы с раком груди. Это место в шутку называют "Брэдрона".
В 2017 году Брэдрона собрала более 30 000 долларов в качестве благотворительных средств. В том же году ликёро-водочный завод Cardrona Distillery, расположенный рядом с забором, выпустил розовый джин в честь месяца осведомленности о раке груди, пожертвовав 5 долларов за бутылку в фонд NZBCF. Завод сделала такое же пожертвование на постоянной основе для водки под названием "Рид" в честь забора. К 2018 году было собрано более 70 000 долларов, а в 2019 году сообщалось, что каждую неделю в ящик для сбора пожертвований опускалось более 500 долларов.